# Harald Fleischer
Harald Fleischer (* 22. Januar 1985 in Făgăraș, Rumänien) ist ein deutscher Fußballspieler.

## Karriere
Fleischer spielte in seiner Jugendzeit beim TV 1860 Schweinau und dann beim 1. FC Nürnberg. 2001 wechselte er zur SpVgg Greuther Fürth und spielte ab 2004 in der 2. Mannschaft in der Bayernliga. Im Juli 2007 nahm ihn der SSV Jahn Regensburg unter Vertrag. Dort absolvierte Harald Fleischer drei Spiele in der 3. Liga, ehe er im Jahre 2009 zum 1. FC Eintracht Bamberg in die Regionalliga wechselte. Nach der Insolvenz des 1. FC Eintracht Bamberg wechselte er im August 2010 zum Lokalrivalen SpVgg Bayern Hof.